# José de Espronceda
José de Espronceda, celým jménem José Ignacio Javier Oriol Encarnación de Espronceda y Delgado (25. března 1808 – 23. května 1842) byl španělský romantický básník.

## Život
Narodil se ve městě Almendralejo ve Španělsku, v mládí vytvořil tajnou společnost spiklenců proti králi Ferdinandu VII., snažících se pomstít smrt Rafaela del Riega. Po zatčení byl uvězněn v klášteře. Později opustil španělsko a žil v Lisabonu, Belgii, Francii, Anglii a Nizozemí. Do Španělska se vrátil v roce 1833, stal se činným v krajně levicovém křídle španělské politiky.

## Dílo
K literatuře ho dovedl jeho učitel a básník Alberto Lista. Pod jeho vlivem začal Espronceda ještě při internaci v klášteře psát nedokončenou historickou báseň El Pelayo. V roce 1834 napsal historický román Sancho Saldaña, napodobeninu Waltera Scotta. Jeho nejvýznamnějším dílem je historická poema Salamanský student (El estudiante de Salamanca, 1840, vlastně romantické zpracování donjuanovského tématu) a Ďábel svět (El diablo mundo, 1841, nepříliš zdařilá filosofická alegorie). Některá jeho další díla jsou Jarifa při orgii (A Jarifa en una orgía, melancholická lyrická báseň), Kat (El verdugo), Zpěv kozákův (Canción del cosaco), Píseň pirátova (La canción del pirata) s tematikou svobody a individualismu a Hymnus na slunce (Himno al sol). Byl typickým romantikem, patrně nejvýznamnějším španělským romantickým básníkem.

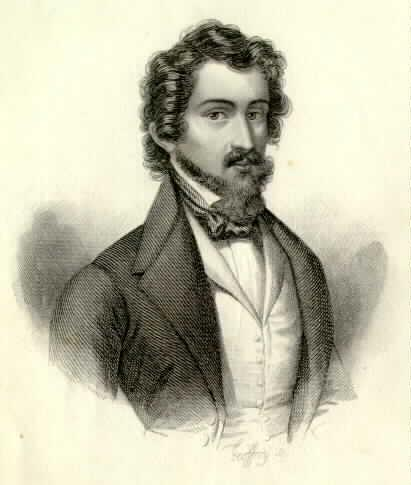
José de Espronceda.